# Aluvijalna ravan
Aluvijalne ravni su široke ravnice pored rijeka. Nastale su akumulacionim djelovanjema rijeka. Sastoje se od riječnih nanosa (gline izmješane sa sitnim pijeskom) i lesa. U njima su riječna korita plitko usječena, pa se i pri malom porastu vodostaja rijeke izlijevaju i plave okolni teren. Zbog toga su radovi na njihovoj regulaciji, kao i izgradnji obrambenih nasipa započeti još u 18. stoljeću. Uređenje njihovih tokova dobiva naročit intenzitet nakon Drugog svjetskog rata. Danas je najveći dio aluvijalnih ravni zaštićen od poplava i pretvoren u obradive površine.

## Primjeri
- Indogangeska nizina
- Kura-araska nizina
- Mezopotamija
- Dolina rijeke Po
- Skopaljska dolina